# Simon Schwarzfuchs
Simon Raymond Schwarzfuchs est un rabbin et historien français, né le 19 octobre 1927 à Bischheim dans le Bas-Rhin. Il a enseigné à l’université Bar-Ilan de Ramat Gan en Israël.

## Biographie
Simon Schwarzfuchs est le fils de Georges Schwarzfuchs (1884-1974) et Marthe Meyer (1900-1992). Georges Schwarzfuchs était un hazzan (ministre officiant). Simon a un frère Gérard (1926-1997) et une sœur Denise née en 1928.
Après l’annexion de l’Alsace-Lorraine en novembre 1940 et l’évacuation des habitants de Strasbourg et d’une partie de l’Alsace qui s’ensuivit, Simon Schwarzfuchs se réfugie avec sa famille à Limoges où il poursuit ses études au lycée Gay-Lussac.
En 1951, il étudie au Dropsie College à Philadelphie. En 1953, il retourne en France.

### Dans le Maquis
Membre des Éclaireurs israélites de France et du mouvement de la Jeunesse sioniste (MJS) dont il est un membre très actif de fin février 1942 à juin 1944, Simon Schwarzfuchs rejoint le maquis de la 6e EIF à la fin de la Seconde Guerre mondiale, à la veille du débarquement, en juin 1944. Il est versé dans la première section de la 2e compagnie (dite Marc Haguenau) des Maquis de Vabre, au sein de laquelle il participe aux combats de la Libération de la France dans le Tarn,.

### L'historien
Malgré sa formation rabbinique, il n'occupe qu'une fonction rabbinique et pour un temps limité : celle de membre du Beth Din de Paris.
Il est professeur émérite d’histoire juive à l’université Bar-Ilan. Il a enseigné  à l’École pratique des hautes études, où il a inauguré la chaire d’Études juives.

## Publications

### Ouvrages
- Du juif à l'israélite, Fayard, 1989.
- Les Juifs au temps des croisades, en Occident et en Terre sainte, Albin Michel, 2005.  (ISBN 2-226-15910-X)
- Les Juifs de France, Paris, Albin Michel, 1975.
- Kahal, la communauté juive de l'Europe médiévale, Maisonneuve et Larose, 1986.  (ISBN 2-7068-0912-4)
- (he) Les juifs de France au Moyen Âge, Tel Aviv, 2001.
- La politique napoléonienne envers les Juifs dans l'Empire, Paris, Honoré Champion, 2010.
- Tlemcen, mille ans d'histoire d'une communauté juive, La Fraternelle, Union nationale des amis de Tlemcen, 1995.

### Ouvrages en collaboration
- Présence juive en Alsace et Lorraine médiévale : dictionnaire de géographie historique. Simon Schwarzfuchs et Jean-Luc Fray. Cerf Patrimoines, Nov. 2015.
- L’expulsion des Juifs de France 1394, Juin 2004. 272 pages.
- Le brûlement du Talmud à Paris 1242-1244, Septembre 1999  (ISBN 2-204-06334-7)
- Le KGB et les Juifs : Des documents inédits stupéfiants. La Religion comme science : La Wissenschaft des Judentums (Pardès 19-20). Juillet 1994. 352 pages.
- Rachi de Troyes, avec Moché Catane, Albin Michel, 2005.  (ISBN 2-226-15899-5)
- Rashi 1040-1990 Hommage à Ephraïm Elimelech Urbach, mars 1993. 846 pages.
- Aux prises avec Vichy - Histoire politique des Juifs de France (1940-1944), Calmann-Lévy, 1998.

### Article
- L'histoire de Hirtzel Lévy, exécuté à Colmar en 1754 ,  - Cahiers du Credyo 2 (1997): 41-84, traduction en français d'une relation contemporaine écrite dans le patois judéo-allemand des juifs d'Alsace sur un manuscrit de 28 pages, papier écolier., Calmann-Lévy, 1998.

## Distinctions
- Chevalier de la Légion d'honneur[réf. nécessaire]